# 신광순
신광순(申光淳, 1931년 1월 10일, 경상북도 안동~1997년 6월 16일)은 대한민국의 정치인이다. 제8·9·10대 국회의원을 지냈다.

## 약력
- 서울대학교 문리과대학 정치학과 학사
- 서울대학교 대학원 정치학과 정치학 석사
- 국회의장 비서관
- 민주공화당 경북지부 사무국장
- 민주공화당 총무부장, 조직부장, 사무차장, 청소년대책위원회 위원
- 호남비료 관리이사
- 1971년 ~ 1972년 : 제8대 국회의원 (민주공화당)
- 1976년 ~ 1979년 : 제9대 국회의원 (유신정우회)
- 1979년 ~ 1980년 : 제10대 국회의원 (유신정우회)

## 역대 선거 결과
|  | 48.8% |

|  | 0% |

|  | 0% |

|  | 13.3% |